# Таэваскоя

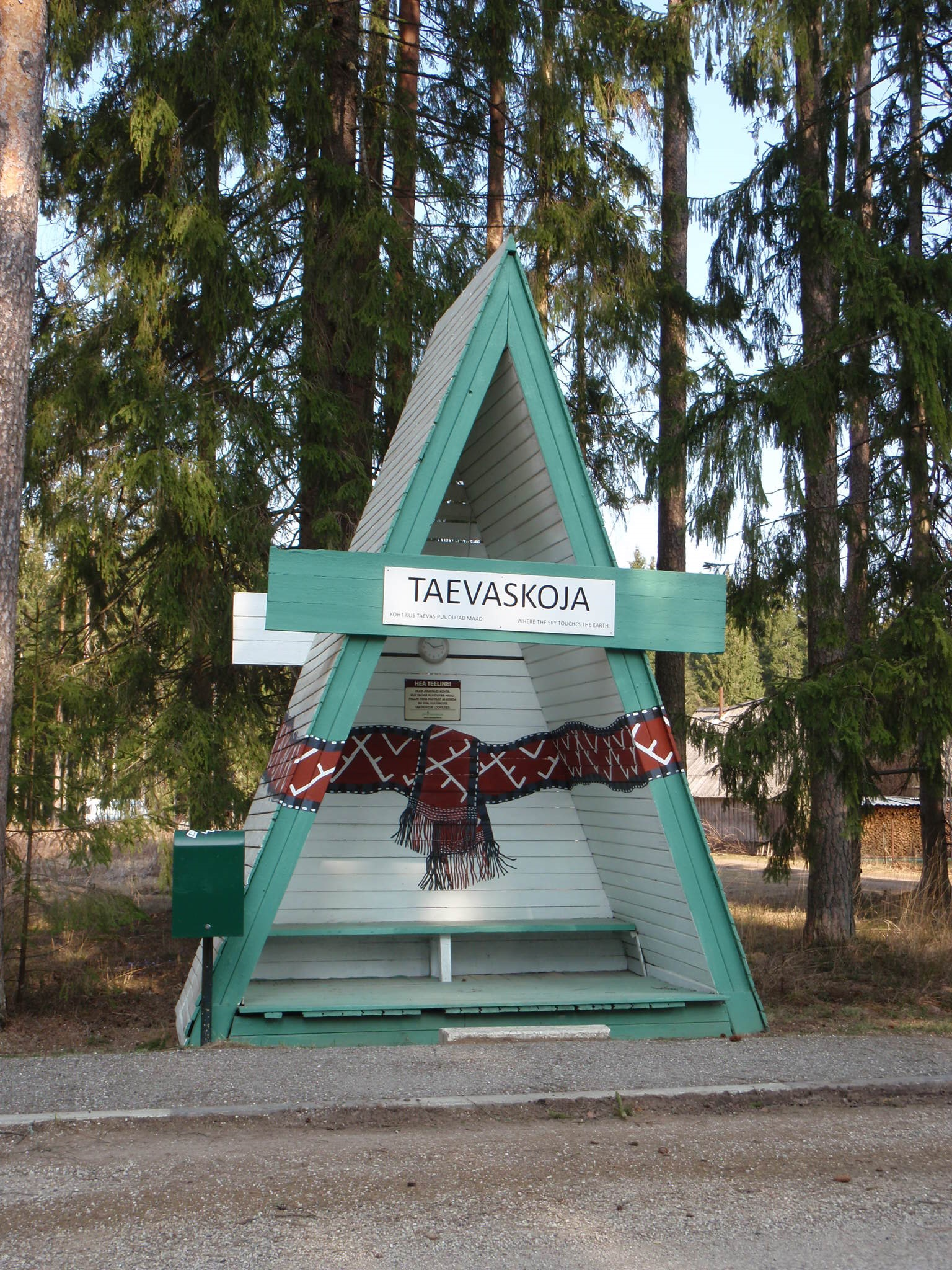
Автобусная остановка Таэваскоя

Та́эваскоя,  на выруском наречии Та́йваскуа (эст. Taevaskoja, выруск. Taivaskua), ранее также Ва́лгесоо-Та́эваскоя  (эст. Valgesoo-Taevaskoja) — деревня в волости Пылва уезда Пылвамаа, Эстония.

## География и описание
Расположена в 4 километрах к северу от уездного центра — города Пылва. Высота над уровнем моря — 91 метр.
В границах деревни, в заповедной зоне долины реки Ахья находятся песчаные обнажения «Большая Таэваскода» и «Малая Таэваскода» — в настоящее время один из самых посещаемых туристических объектов в Южной Эстонии, а также гидроэлектростанция Саэсааре.
Климат умеренный. Официальный язык — эстонский. Почтовый индекс — 63229.

## Население
По данным переписи населения 2011 года, число жителей деревни составило 89 человек, 88 из них (98,9 %) — эстонцы.
По данным переписи населения 2021 года, в деревне насчитывалось 94 жителя, из них 91 (96,8 %) — эстонцы.
Численность населения деревни Таэваскоя по данным переписей населения:
| Год  | 1959 | 1970  | 1979  | 1989  | 2000 | 2011 | 2021 |
| ---- | ---- | ----- | ----- | ----- | ---- | ---- | ---- |
| Чел. | 128  | ↗ 199 | ↘ 163 | ↘ 156 | ↘ 97 | ↘ 89 | ↗ 94 |

## История
Деревня получила название по названию расположенных в её границах песчаных обнажений Таэваскода. Поселение Таэваскоя возникло в 1930-х годах вслед за созданием железной дороги Тарту—Печоры, строительство которой завершилось в 1931 году.
Этот участок земли был ранее заселён хаотично расположенными хуторами. До Первой мировой войны в этом районе построили 14 зданий, в основном — дачи и дома, в которых можно было предложить размещение для летних отдыхающих. Также было построено нынешнее центральное здание деревни. До Второй мировой войны в Таэваскоя работали 3 магазина и пекарня, а в летний период раз в неделю организовывали рынок.
Одновременно со строительством железной дороги проложили шоссе, которое соединило природный заповедник и железнодорожную станцию Таэваскоя с шоссе Тарту—Пылва.
В 1930—1940-х годах административно деревня оставалась в границах Тартумаа и Вырумаа.
В 1935 году правительство Первой Эстонской Республики причислило Таэваскоя к объектам охраны здоровья.
После Второй мировой войны дома реквизировали и использовали для различных целей: в качестве библиотеки, детского санатория, начальной школы, квартир, отделения связи.
С 1950 года поселение вошло в состав Пыльваского района. В 1977 году поселение Таэваскоя объединили с деревней Саэсааре в деревню Таэваскоя. С 1991 года деревня входит в состав волости Пылва уезда Пылвамаа.
В 1947–1993 годах здесь находился детский санаторий «Таэваскоя», являвшийся крупнейшим работодателем в деревне (50 работников) и центром культурного развития. Основательницей и главным врачом санатория с 1945 по 1993 год была заслуженный врач Эстонской ССР Елена Борисовна Петропавловская (1921—1993). В начальной школе Таэваскоя учились как местные дети, так и с 1969 года дети, жившие в санатории. С 1947 года для детей, находящихся на лечении в туберкулёзном санатории, в нём работала отдельная 8-классная школа. После выхода Эстонии из состава Советского Союза жизнь в деревне почти замерла. Детский санаторий закрыли, службу обслуживания электросетей, ранее обеспечивавшая работой 30 человек, перевели в Пылва. Число туристов упало до очень низкого уровня. Магазин закрыли. Работала только школа с пятью учениками и почтовое отделение.

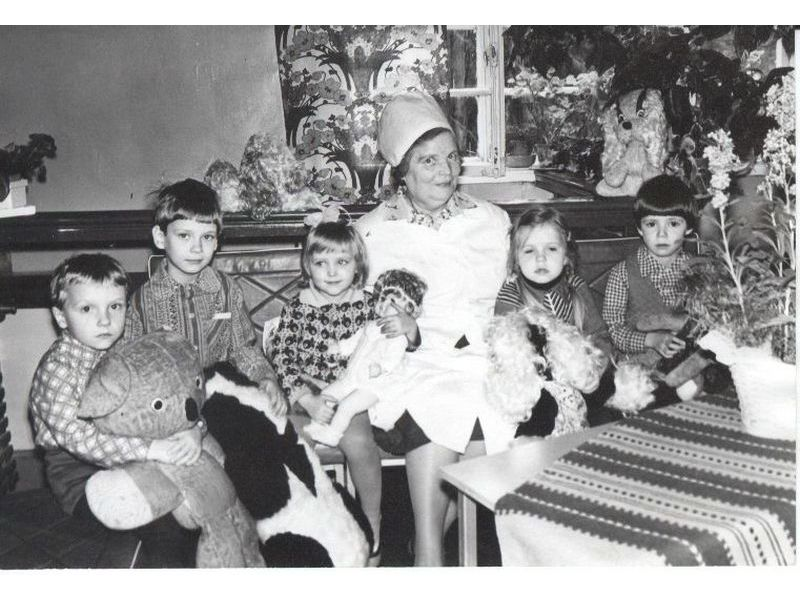
Е. Б. Петропавловская с пациентами санатория «Таэваскоя», 1982 год

В деревне находится «Крестовое дерево Таэваскоя». Согласно эстонским поверьям крестовым деревом называется древнее дерево, на коре которого вырезан крест в память об умершем человеке. Чаще всего это бывает сосна. Множество рядом расположенных крестовых деревьев называется крестовым лесом.

## Инфраструктура
Через деревню проходит железнодорожная линия Тарту—Койдула, возле деревни в деревня Кийдъярве находится железнодорожная остановка «Taevaskoja». Дорога Канарику—Кийдярве соединяет деревню Таэваскоя с шоссе Пылва—Реола.

## Управление деревней
В 2002 году жителями деревни основано некоммерческое объединение Таэваскоя (MTÜ Taevaskoja). Оно представляет интересы жителей деревни, инициирует проекты, улучшающие жилую среду и общественную деятельность, организует общие мероприятия жителей деревни, участие представителей деревни в волостных мероприятиях, управляет общественным  имуществом, в том числе павильоном ожидания на железной дороге, находящейся в центре деревни пожарной частью, а также библиотекой и расположенным в одном с ней доме центральным залом деревни. Создание некоммерческого объединения активизировало участие населения в решении социально-экономических проблем деревни.
С 2006 года старостой деревни является Ахти Блейве (Ahti Bleive).

## Известные личности
На землях нынешней деревни Таэваскоя, на хуторе Лутсу (в те времена — волость Койола в уезде Вырумаа) родился и жил эстонский военный историк, кавалер Креста Свободы Оскар Курвиц.
В Таэваскоя находился летний домик, принадлежавший члену-корреспонденту Эстонской академии наук, председателю Эстонского общества естествоиспытателей, профессору Хансу Трассу.

## Программа защиты эстонской архитектуры 20-го столетия

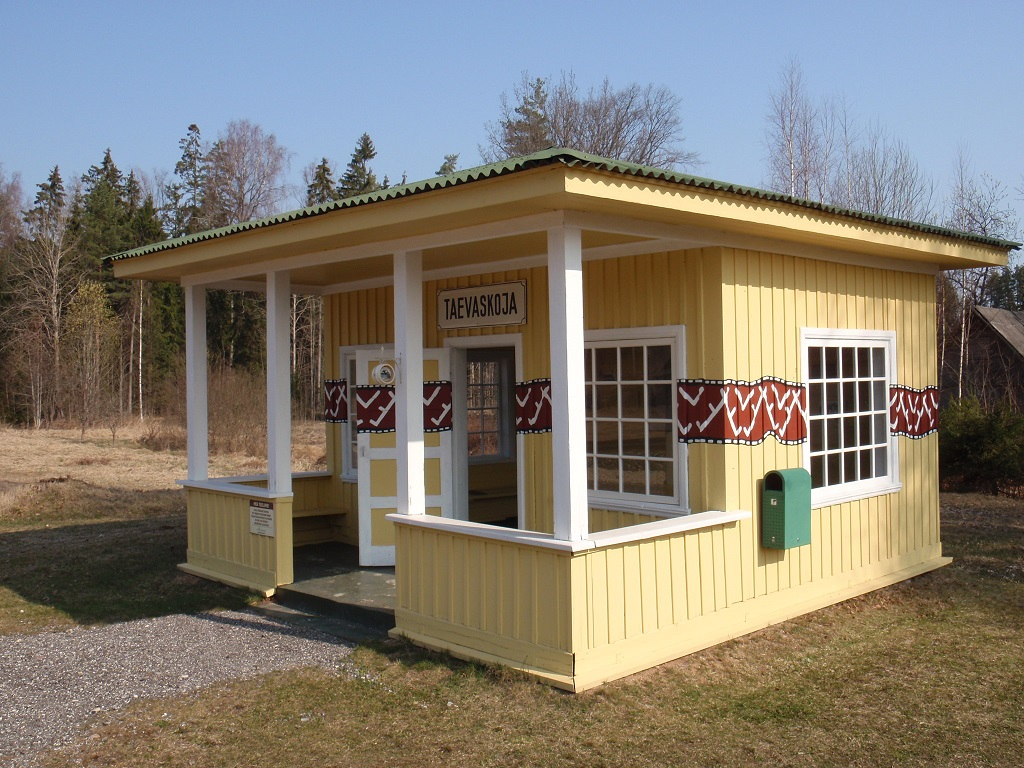
Павильон ожидания Таэваскоя на железной дороге (в Кийдъярве)

По инициативе Министерства культуры Эстонии, Департамента охраны памятников старины, Эстонской академии художеств и Музея архитектуры Эстонии в период с 2008 по 2013 год в рамках «Программы защиты эстонской архитектуры 20-го столетия» была составлена база данных самых ценных архитектурных произведений Эстонии XX века. В ней содержится информация о зданиях и сооружениях, построенных в 1870—1991 годы, которые предложено рассматривать как часть архитектурного наследия Эстонии и исходя из этого или охранять на государственном уровне, или взять на учёт. В этой базе данных есть объекты, расположенные в деревне Таэваскоя:
— детская санаторная школа Таэваскоя, 1936 год, архитекторы Аугуст Вольберг, Эдгар Вельбри, не используется, состояние удовлетворительное;
— дом отдыха, улица Таэваскоя 32, 1978 год, используется, состояние хорошее;
— павильон ожидания на железной дороге, 1940-е годы, типовой проект, используется, состояние удовлетворительное.